# Громадянська війна у Великому князівстві Литовському (1381—1384)
Громадянська війна у Великому князівстві Литовському (1381—1384) — війна між литовськими князями Кейстутом Гедиміновичем та його сином, Вітовтом, якого підтримували білоруські та українські князі з одного боку, й великим князем литовським (згодом — королем польським), Ягайлом Ольгердовичем з іншого. Була першим збройним конфліктом за владу між двоюрідними братами Ягайлом та Вітовтом.

## Початок війни
Після смерті великого князя Ольгерда (1377) князь Кейстут визнав Великим князем Литовським його молодшого сина Ягайла. Але в листопаді 1381 року, дізнавшись про таємний (ворожий до Кейстута) договір Ягайла з хрестоносцями (підписаний у Давидішках 31 травня 1380 року), він захопив Вільно й проголосив себе великим князем.
Після того, як 12 червня 1382 Ягайло здійснив контрпереворот і 20 липня захопив Тракайський замок, війська Кейстута рушили на війська Ягайла. 3 серпня суперники зійшлися поблизу Троків. Під приводом переговорів Ягайло заманив Кейстута і його сина Вітовта до свого табору, де вони були ув'язнені. Невдовзі великий князь Кейстут був задушений у Кревському замку разом із своєю дружиною, Бірутою, а Вітовтові вдалося втекти у володіння Тевтонського ордену.

## Війна Вітовта з Ягайлом
Після смерті Кейстута антиягайлову коаліцію очолив Вітовт. Згодом він, спільно з тевтонцями, здійснив низку походів на литовські землі.

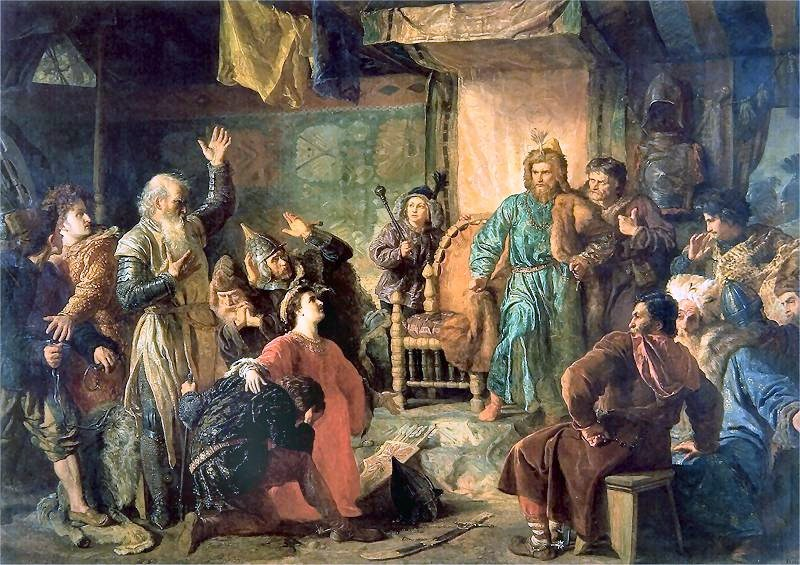
Захоплення Кейстута й Вітовта князем Ягайлом

Крім того, «верховну» владу Ягайла не визнавали багато українських князів, в тому числі — впливові Андрій Полоцький та Дмитро Корибут.
Шукаючи виходу з такого становища, Ягайло почав звертати свій погляд на сусідні держави. Спочатку він звернувся до Москви. Через свою матір Юліанію, дочку тверського князя Олександра Михайловича, упродовж 1383—1384 рр. Ягайло налагодив стосунки з Дмитром Донським, стрімко змінивши таким чином напрямок своєї політики від конфронтації з Москвою до співпраці. Запорукою нового союзу мало стати одруження Ягайла на дочці Донського — Софії. Крім того, великий князь литовський повинен був прийняти християнство за православним обрядом та охрестити своїх співвітчизників.
Щоб реалізувати намічений план, Ягайлові було необхідно закінчити війну з Вітовтом. Для цього вже весною 1384 року почалися таємні переговори. Ягайло запропонував Вітовту у володіння Волинь з Луцьком. Вітовт відповів відмовою, наполягаючи на поверненні всієї своєї вотчини, яка включала зайняті Скиргайлом Троки. Ягайло обіцяв повернути Троки, як тільки Скиргайло зможе відібрати Полоцьк у Андрія Ольгердовича. У липні Вітовт дав згоду і вирішив позбутися опіки Тевтонського ордена. Він спалив Георгенбург та Новий Марієнбург і перебрався з військом в Литву. У полон до нього потрапив каштелян Нового Мариенбурга Марквард фон Зальцбах, що став згодом його другом і зіграв значну роль в майбутніх подіях.

## Наслідки війни
Невдовзі після примирення з Вітовтом Ягайло та його оточення звернули увагу на унійні проєкти, спрямованим на Польщу. Інтерес литовського князя підживлювався і діями поляків. Після смерті 1370 року Казимира ІІІ Великого, котрий не залишив нащадків чоловічої статі, що перервало династію П'ястів, престол, після 12 років правління представника угорської династії Людовіка (котрий також не мав нащадків чоловічої статі) та ще декількох років міжкоролів'я, успадкувала дочка Людовіка Ядвіга.
Польська шляхта шукала годящого кандидата на роль короля як нареченого Ядвіги. 14 серпня 1385 року було укладено Кревську унію, як особисту унію між Великим князівством Литовським і Королівством Польським. Однією з умов унії була християнізація Литви. У 1386 році Ягайло був хрещений під ім'ям Владислав і коронований на польського короля.
Ця війна не вирішила проблеми боротьби за владу, й невдовзі у Великому князівстві Литовському розпочалась нова громадянська війна.